# Lunarni kalendar
Lunarni kalendar jest kalendar koji se temelji na lunarnim ciklusima ili ciklusima Mjesečevih faza. Budući da u jednoj solarnoj godini ima neznatno više od dvanaest lunacija (sinodičkih mjeseca), period od 12 lunarnih mjeseca (354,37 dana) ponekad se naziva lunarna godina.
Obični pravi lunarni kalendar jest islamski kalendar ili hidžri kamari. Obilježje je islamskog kalendara da godina uvijek traje 12 mjeseci pa mjeseci nisu povezani s godišnjim dobima i odmiču se od svake solarne godine za 11 do 12 dana. Kalendar se približno svakih 33 islamskih godina vraća u poziciju koju je imao u odnosu na solarnu godinu. Uglavnom se rabi u religijske svrhe, no u Saudijskoj Arabiji on je službeni kalendar. Ostali lunarni kalendari često uključuju dodatne mjesece koji se povremeno dodaju radi sinkronizacije sa solarnim kalendarom.
Najstariji poznati lunarni kalendar pronađen je u Škotskoj; potječe od prije oko 10.000 BP.

## Lunisolarni kalendari
Većina lunarnih kalendara zapravo su lunisolarni kalendari. To znači da mjeseci odražavaju Mjesečev ciklus, no svako toliko se dodaju interkalirani ili prijestupni mjeseci (npr. "drugi adar" u hebrejskom kalendaru) da bi se kalendarska godina sinkronizirala sa solarnom godinom. Primjeri su takvih kalendara kineski i hinduistički kalendari. Neki drugi kalendarski sustavi rabljeni u starini također su bili lunisolarni.
Svi ovi kalendari imaju raznolik broj mjeseca u godini. Razlog tomu jest da solarna godina nema jednako trajanje s obzirom na egzaktan broj lunacija, pa bez dodavanja interkaliranih mjeseca godišnja bi se doba svake godine odmicala. Da bi se godina sinkronizirala nužno je svake dvije do tri godine imati godinu od 13 mjeseci.
Neki su lunarni kalendari kalibrirani godišnjim prirodnim događajima koji su pod utjecajem Mjesečevih ciklusa, ali i solarnog ciklusa. Takav je primjer lunarni kalendar Banksovih otoka koji uključuje tri mjeseca u kojima se jestivi zeleni paloli skupljaju na plažama. Ovi se događaji zbivaju tijekom posljednje četvrti lunarnog mjeseca jer je reproduktivni ciklus palolâ sinkroniziran s Mjesecom.
Iako je gregorijanski kalendar u pučkoj i pravnoj uporabi, lunarni kalendari služe radi određivanja tradicionalnih praznika u mnogim dijelovima svijeta uključujući Indiju, Kinu, Koreju, Japan, Vijetnam i Nepal. U ove praznike spadaju ramazan, Divali, kineska Nova godina, Tết (vijetnamska Nova godina), sredjesenski festival/ćuseok i nepalski sambat.

## Početak lunarnog mjeseca
Lunarni se kalendari razlikuju po tome koji je dan prvi dan u mjesecu. U nekim lunarnim kalendarima, npr. u kineskom kalendaru, prvi dan u mjesecu je onaj dan u kojem se u pojedinoj vremenskoj zoni zbiva astronomski mlađak. U drugima, npr. u nekim hinduističkim kalendarima, svaki mjesec počinje prvi dan poslije uštapa ili mlađaka. Ostali su se u prošlosti temeljili na prvom viđenju Mjesečeva lika, npr. hebrejski kalendar.

## Dužina lunarnog mjeseca
Dužina svakog Mjesečeva ciklusa neznatno varira oko prosječne vrijednosti. Štoviše, motrenja su podložna neodređenosti i vremenskim uvjetima. Stoga da bi se izbjegla neodređenost u vezi s kalendarom, javili su se pokušaji stvaranja fiksnih aritmetičkih pravila za određivanje početka svakog kalendarskog mjeseca.
Prosječna dužina sinodičkog mjeseca iznosi 29,530589 dana. Stoga je prikladno da se mjeseci općenito izmjenjuju po 29 i 30 dana (ponekad su njihovi nazivi prazni, odnosno puni mjesec). Distribucija praznih i punih mjeseca može se odrediti uporabom verižnih razlomaka i razmatranjem sukcesivnih aproksimacija za dužinu mjeseca izraženih u razlomcima jednog dana. U popisu ispod, nakon što prođe određen broj dana ispisan u brojniku, ispunjava se cijeli broj mjeseci ispisan u nazivniku:
29 / 1 (pogreška: 1 dan nakon otprilike 2 mjeseca)
30 / 1 (pogreška: 1 dan nakon otprilike 2 mjeseca)
59 / 2 (pogreška: 1 dan nakon otprilike 2,6 godina)
443 / 15 (pogreška: 1 dan nakon otprilike 30 godina)
502 / 17 (pogreška: 1 dan nakon otprilike 70 godina)
945 / 32 (pogreška: 1 dan nakon otprilike 122 godine; egzaktno izraziv binarno: 11101.10001₂)
1447 / 49 (pogreška: 1 dan nakon otprilike 3 tisućljeća)
25101 / 850 (pogreška: ovisna o promjeni vrijednosti sinodičkog mjeseca).
Ovi se razlomci mogu rabiti za konstrukciju lunarnih kalendara, odnosno u kombinaciji sa solarnim kalendarom za izradu lunisolarnog kalendara. Ciklus od 49 mjeseci predložio je Isaac Newton oko 1700. za osnovu alternativna izračuna Uskrsa. Ciklus od 360 mjeseci u tabularnom islamskom kalendaru jednak je 24×15 mjeseci minus korekcija od jednog dana.

## Više informacija
- Mjesečeva faza
- kineski kalendar
- hinduistički kalendar
- majanski kalendar
- islamski kalendar
- iranski kalendari
- keltski kalendar
- epakta
- hebrejski kalendar

## Vanjske poveznice
- današnji dan u kineskom lunarom kalendaru  Arhivirana inačica izvorne stranice od 3. siječnja 2013. (Wayback Machine)